# Torben Tryde
Torben Tryde (12. november 1916 på Frederiksberg – 24. marts 1998 ved Søllested) var en dansk officer, OL-deltager, modstandsmand, forfatter og den sidste, der blev tildelt titlen kammerjunker.[kilde mangler]

## Liv
Tryde var søn af oberstløjtnant, geodæt Axel Tryde (død 1939) og hustru Edith f. Lohse (død 1945), og han havde en tvillingesøster Elin Tryde (12. november 1916 – 2003). 

Tryde blev student fra Sankt Jørgens Gymnasium i 1935, mødte som rekrut ved 17. bataljon i Roskilde i 1936 og valgte ved sin dimission fra Hærens Officerskole i 1939 at fortsætte karrieren inden for rytteriet. Han blev under krigen gift med Agnete Toussieng (29. juni 1921 - 31. maj 2006), datter af læge Povl Winning Toussieng. Agnete og Torben Tryde fik fire børn.

Tryde var præsident for Rotary i Næstved i nogle år.
Efter sin pension skrev han bøgerne Slægten Tryde i 1990 og Tryde Kirke og Slægten Tryde i 1995. Endvidere arbejdede han som pensionist som sekretær i Amnesty International, for at forbedre forholdene for politiske fanger over hele verden.

### Modstandsbevægelsen
Under besættelsen var Tryde aktiv som kompagnifører i modstandsbevægelsen, men han blev taget af tyskerne den 1. marts 1945. Han sad fængslet i Vestre Fængsel og blev afhørt af Gestapo i Shellhuset få dage før Shellhusbombardementet den 21. marts 1945. Tryde blev den 2. maj 1945 overført fra Vestre Fængsel til Frøslevlejren, hvor han sad til krigens slutning.

### OL 1948
Tryde var en ivrig rytter og vandt flere mesterskaber. Han repræsenterede desuden Danmark i svær ridebanespringning ved OL i London i 1948 på hesten Attila.

### Militær karriere efter krigen
Efter krigen gjorde Tryde hovedsageligt tjeneste ved Gardehusarregimentet, men han nåede også at arbejde i Forsvarsministeriet og være militærobservatør for FN i Indien og Pakistan. Desuden var han i en årrække redaktør for hærens tidsskrift Kentaur. Da han trådte tilbage, havde Tryde rang af oberstløjtnant. 

Tryde var den sidste, der blev tildelt titlen Kammerjunker, idet titlen ikke er blevet tildelt efter Christian den 10.s død i 1947. Tryde var desuden Ridder af 1. grad af Dannebrog. Han blev derudover tildelt Légion d'honneur ved den franske præsident René Cotys besøg i Danmark i 1956, Fortjenstmedaljen og FN's UNMOGIP-medalje.